# Фероплазма
Феропла́зма (Ferroplasma) — рід архей, представники якого (разом із спорідненим родом Термоплазма) не мають клітинної стінки. Проте, на відміну від термоплазми, структура мембрани фероплазми інша, ця архея не має тетраетерних ліпідів. Представники роду — хемолітотрофи та екстремальні ацидофіли, що оптимально ростуть при помірних температурах (близько 35 °C) та кислотності близько pH 1,7. Щоб виробити енергію, фероплазма окислює іони заліза Fe2+ до Fe3+ з побічним продуктом — кислотою, та використовує CO2 як джерело вуглецю (тобто є автотрофним організмом).

Звичайно фероплазма росте в шахтах і відходах порід, що містять пірит (FeS), який вони використовують як джерело енергії. Екстремальна ацидофільність фероплазми дозволяє їй знижувати pH свого середовища до дуже низьких значень. Після того, як помірна кислотність виникає в результаті окислення такими ацидофільними організмами як Acidithiobacillus ferroxidans або Leptospirillum ferroxidans, фероплазма активізується та створює дуже низький pH, характерний для шахтних стоків. Діяльніть фероплазми може перетворювати воду на кислоту з pH близьким до 0. 